# Friday Night with Jonathan Ross

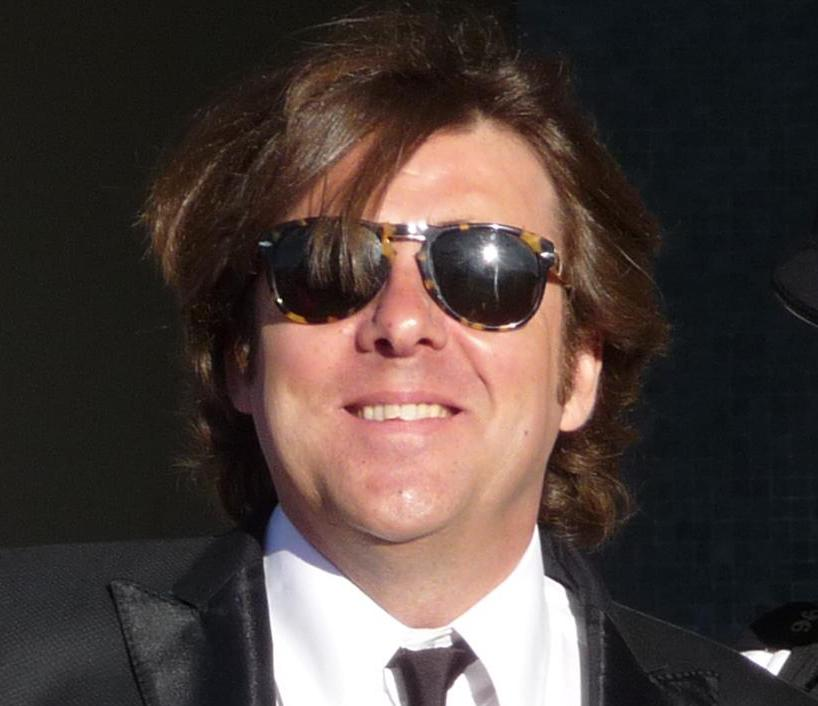
Jonathan Ross, o apresentador do talk show "Friday Night with Jonathan Ross"

Friday Night with Jonathan Ross foi um talk show britânico, apresentado, como o próprio nome já diz, por Jonathan Ross. Estreou na BBC em 2 de Novembro de 2001. Em Janeiro de 2010, anunciou a última temporada, cancelando-o em 16 de Julho de 2010.
Teve frequentes participações de Ricky Gervais e Jack Dee (8 episódios), Eddie Izzard (7 episódios), Jeremy Clarkson e Jimmy Carr (6 episódios). Johnny Vegas, David Attenborough, Stephen Fry e Simon Pegg estiveram em 5 episódios e Robbie Williams com quatro episódios.
O programa foi transmitido em high definition pela BBC. Studio TC4 na BBC Television Centre, em Londres, onde o show era feito, foi recentemente adaptado para o HD, tornando-o o estúdio de televisão o terceiro Centro Televisivo de uso HD (os outros são TC1 e TC8).
O show foi tirado do ar pela BBC em 29 de Outubro de 2008, quando Jonathan Ross e Russell Brand foram ambos suspensos de sua TV rádio, no evento após o Russell Brand Show prank telephone calls row. O programa voltou em 23 de Janeiro de 2009, atraindo 5,1 milhões de espectadores.
Em 12 de Junho de 2009, o show começou a ser exibido nos Estados Unidos pela BBC America, as 8:00 da noite. Em 2010, também começou a ser transmitido no canal UKTV na Austrália, apenas algumas semanas de os episódios terem sido divulgados no Reino Unido.